# Erik Axelsson
Erik Axelsson (Dinamarca, ca 1419 - Vyborg, 1481). Noble y político sueco-danés, regente de Suecia en dos ocasiones: 1457 y 1466-1467. Fue también parte del consejo real sueco.

## Biografía
Erik Axelsson nació en la provincia de Escania, entonces parte del reino de Dinamarca, cuando éste formaba parte de la Unión de Kalmar. Su padre era el noble danés Axel Pedersen, señor feudal de Herlev y perteneciente a la familia Tott. Su madre era sueca, originaria de la provincia de Södermanland y prima del rey Carlos VIII.
Llegó a Suecia siendo muy joven. Formó parte del consejo del reino desde 1449 y fue uno de los hombres favoritos de su tío materno el rey Carlos, de quien recibiría la posesión de la provincia de Åbo en 1450, que posteriormente le fue cambiada por la provincia de Nyköping.
Pese a la obsequiosidad del rey, Erik pronto se cambió al partido unionista pro-danés. Por su influencia en la política, fue designado como regente de Suecia tras el derrocamiento de Carlos en 1457, junto con el arzobispo de Upsala, Jöns Bengtsson. La regencia duró unos cuantos meses, pues Erik y Jöns cedieron el gobierno a Cristián I de Dinamarca.
De Cristián recibió la provincia de Yiborg, en 1457 y Tavastehus en 1462, ambas en Finlandia. Aunque Cristián fue derrocado en 1464, Erik continuó su militancia en la facción unionista y contribuiría en la abdicación de Carlos Knutsson (quien había retomado la corona desde 1464) en 1465.
Se enemistó con el arzobispo Jöns Bengtsson, quien cobraba entonces gran protagonismo en la vida política, y buscó él también incrementar su influencia mediante la unión matrimonial de él y de su hermano Ivar con poderosas familias suecas. Erik se casó en septiembre de 1466 con una hija de Gustav Algotsson, de la familia de los Sture. Tras la boda, logró el apoyo de varios aristócratas y fue colocado de nuevo como regente, cargo que ocuparía de 1466 a 1467.
Los tiempos en el gobierno fueron bastante intranquilos. Al principio buscó mantenerse en un justo medio para evitar conflictos con los partidos, y su indecisión le costó el apoyo del campesinado. Cuando su hermano se enemistó con Cristián I en Dinamarca, Erik decidió aliarse con el bando de Carlos Knutsson, y ante la crisis política, decidió abogar por el regreso de este último.
Cuando Carlos entró a Estocolmo en noviembre de 1467, Erik renunció a la regencia y marchó a Finlandia, donde poseía inmensas tierras. Ahí se mantuvo ocupado en conflictos fronterizos con Rusia, y erigió, como protección, la fortaleza de Olofsborg. Falleció en Finlandia, en el Castillo de Vyborg, en 1481. Murió sin hijos, sus propiedades fueron heredadas por sus hermanos.
| Predecesor: Carlos VIII (rey) | Corregente de Suecia (con Jöns Bengtsson) 1457 | Sucesor: Cristián I (rey) |
| Predecesor: Jöns Bengtsson    | Regente de Suecia 1466 - 1467                  | Sucesor: Carlos VIII      |